# España sin rey
España sin rey es la primera novela de la quinta y última serie de los Episodios nacionales de Benito Pérez Galdós, escrita en Madrid entre octubre de 1907 y enero de 1908, y publicada ese mismo año. Hace referencia y describe la España de  1869, dividida entre las varias facciones de distintos monarquismos y otras tantas de republicanismos. La España rota e incompatible de un periodo que –auguraba Galdós en 1907–, iniciado en 1870, se cerraría en 1919 (que en realidad fue en 1923, con la dictadura de Primo de Rivera).
Una vez más, el escritor alterna la trama folletinesca de la familia del personaje de Santiago Ibero (ya presentados en el remate de la cuarta serie), con diversos retratos de protagonistas históricos; como en este pasaje en el que un «señor enclenque, con vanagloria de cicerone parlamentario» pasa revista a los diputados:

«Aquel de larguísima barba blanca, el vivo retrato de Abraham o Moisés, es Montero Telinge, gallego él y progresista; y aquel jovenzuelo gordo y lucido de carnes es Coronel y Ortiz, entenado de Becerra... Muy cerca veréis al mismo Becerra. Más allá está Moncasi, el gran progresista aragonés. Frente por frente tenéis a Muñiz, aquel de las patillas negras; junto a él, Damato... Más arriba, mi amigo Álvaro Gil Sanz, y en la fila más baja del redondel, veis a Moreno Benítez, a Milans del Bosch, a Paúl y Angulo, a Frasco Monteverde..., los mejores amigos de Prim. Mirad ahora por aquí abajo, tirando a la izquierda. Ahí tenéis a Cánovas, que según dicen es un gran talento: ¡lástima que no sea progresista!... Los republicanos, los que despiertan más curiosidad en Madrid... y en provincias no se diga... no puedo enseñároslos bien. Están aquí, debajo de nosotros. Si os ponéis en pie, podréis ver sus calvas; sus rostros, no. En lo más bajo, García López y el valiente Fernando Garrido; arriba Figueras y el Marqués de Albaida; Castelar un poquito más abajo... Arriba también, y arrimado a la derecha, se sienta Sánchez Ruano. Lástima que no hable hoy, porque había de gustaros por lo desahogado que es y la gracia que tiene... García Ruiz entra en este momento... Vedle llegar a la escalerilla... Es ese de color de pez, y el peor vestido de las Cortes... Ya sube; tras él viene Díaz Quintero, otro que tal en cuestión de ropa... Toda esta parte la ocupan los republicanos; entre estos y los moderados, tenéis a los carcundas, Cruz Ochoa, Ortiz de Zárate y el Vinader ese, que nos está vinaderizando hace media hora y no lleva trazas de acabar».
Capítulo VII (Galdós, 1907)

Como ya había hecho en La de los tristes destinos, para cerrar el episodio Galdós construye un diálogo teatral que refuerza al mismo tiempo la intensidad del desenlace literario y su artificiosidad. (p. 270) 

FERNANDA.-    (Mirando a CÉFORA.)  Matarme tú a mí de dolor... matarte yo a ti con espada... Son dos espadas... ¿Cuál de nosotras dos está más muerta?... Venga la Justicia Divina y dígalo...

DON WIFREDO.-   La Justicia Divina me ha burlado, Fernanda, pues creyéndome instrumento de ella, quise matar a un hombre perverso, y he matado a una mujer... a la infernal Antarés, la que induce a los hombres al vicio...
FERNANDA.-   He sido yo, señor.
DON WIFREDO.-   Mía es la espada.

FERNANDA.-   Mía fue la mano...
Capítulo XXXII (Galdós, 1907)